# Saneamiento mejorado

Proporción de la población que utiliza instalaciones de saneamiento gestionadas de forma segura en 2015

Saneamiento mejorado es un término usado para categorizar tipos de niveles de saneamiento ambiental para propósitos de monitoreo. El término fue acuñado por el Programa conjunto de seguimiento del abastecimiento de agua y el saneamiento de la UNICEF y la Organización Mundial de la Salud en 2002 para ayudar a monitorear el progreso del Objetivo Número 7 de los Objetivos de Desarrollo del Milenio. El antónimo de fuente de agua mejorarada fue "fuente de agua desmejorada" en las de definiciones del Programa.
Los mismos términos son usados para monitorear el progreso del Objetivo Número 6 (meta 6.1, indicador 6.2.1) desde 2015 en adelante.